# 本基 (阿肯色州)
本基（英語：Ben-Gay）是位於美國阿肯色州夏普縣的一個非建制地區。該地的面積和人口皆未知。

## 地理
本基的座標為36°00′23″N 91°27′44″W / 36.00639°N 91.46222°W，而該地的平均海拔高度為147米（即482英尺）。